# Outarde somalienne
Eupodotis humilis
Espèce
Statut de conservation UICN

 NT  : Quasi menacé
Statut CITES
L'Outarde somalienne (Eupodotis humilis) est une espèce d'oiseau appartenant à la famille des Otididae.

## Répartition
Cette espèce vit en Éthiopie et en Somalie.

## Habitat
Elle vit dans les zones de broussailles et de prairies sèches tropicales et subtropicales.
Elle est menacée par la perte de son habitat.